# Neogene albescens
Neogene albescens es un lepidóptero de la familia Sphingidae, que vuela en Argentina, en las provincias de La Rioja, Salta, Córdoba y La Pampa.
Los ejemplares adultos de "Neogene albescens" vuelan durante los meses de enero a noviembre, generalmente en alturas comprendidas entre 250 y 800 m.
Se supone que las pupas se mueven a la superficie desde las cámaras subterráneas justo antes de su eclosión.
Las hembras atraen a los machos mediante una feromona liberada por una glándula situada en el extremo de su abdomen. 
Se estima que los adultos se alimentan de néctar de una gran variedad de flora.